# Sifridus I.
Sifridus I. Glockengießer, auch Siegried Glockengießer, war ein deutscher Glockengießer. Glockengießer ist in diesem Zusammenhang noch als Beiname und noch nicht als Familienname zu sehen. Daher ist ein verwandtschaftlicher Zusammenhang mit den anderen Glockengießer genannten Familien möglich, aber nicht nachgewiesen. Mit ihm beginnt die uns bekannte Reihe der Handwerker des Namens und Berufes Glockengießer.
Seine erste nachgewiesene Glocke ist eine der beiden Marienglocken. Mit den beiden Bronzeglocken von Konrad von Würzburg bildet diese das Pfarrgeläut des Eichstätter Doms.
| Name, Widmung | Schlagton (a′ = 435 Hz) | Masse (kg, ca.) | Durchmesser (mm) | Gussjahr | Gießer                        | Inschrift |
| ------------- | ----------------------- | --------------- | ---------------- | -------- | ----------------------------- | --- |
| Maria         | g1 +8/16                | 900             | 1120             | 1299     | Magister S(ifridus), Nürnberg | auf der Schulter: + • A˜(n)NO • MILLE˜(sim)O • T’(re)C˜E(n)TESI˜(m)O • MIN’(us) • V˜(n)O • D’(e) • NVRE˜(m)B’(er)CH • S’(ifridus?) • ME • FVDIT • B˜(e)N(e)DICTE • MARIE • C(= et cetera?) • |

Sie wird jeden Samstag vor dem Rosenkranz vor der Abendmesse geläutet.
1324 goss er die Sturmglocke der Sebalduskirche in Nürnberg, die 1945 am Ende des Zweiten Weltkrieges zerstört wurde.